# Distrito de Krishna
El distrito de Krishna (en telugu; కృష్ణా జిల్లా; en hindi, कृष्णा ज़िला) es un distrito del estado de Andhra Pradesh, India. Tiene una población estimada, con base en cifras del censo de 2011, de 1 735 079 habitantes.
En enero de 2022 el Gobierno de Andra Pradesh dispuso la escisión de una parte del territorio del distrito para crear el nuevo distrito de NTR, la que entró en vigor el 4 de abril.

## Etimología
El distrito de Krishna, con su sede en Machilipatnam, se llamaba anteriormente distrito de Machilipatnam. Más tarde, se le cambió el nombre a distrito de Krishna, al agregar ciertos taluks del distrito de Guntur de Andhra Pradesh unida en 1859. Recibió su nombre del río Krishna (también conocido como Krishnaveni), el tercer río más largo de la India. El río atraviesa el distrito antes de desembocar en la Bahía de Bengala, cerca de la aldea de Hamsaladevi.

## Superficie
Comprende una superficie de 3773 km².

## Capital
El centro administrativo es la ciudad de Machilipatnam.